# Rehab (sång)
"Rehab" är en låt skriven och framförd av den brittiska sångerskan Amy Winehouse. Den gavs ut som första singeln från albumet Back to Black den 23 oktober 2006, och nådde sjunde plats på den brittiska singellistan samt placerade sig som nia på den amerikanska Billboard Hot 100-listan. Texten till låten är självbiografisk och berättar hur Winehouse vägrar gå till drogrehabilitering.

## Låtlista
Brittisk CD-singel 1
1. "Rehab" – 3:36
2. "Do Me Good" (Felix Howard, Matt Rowe, Stefan Skarbeck) – 4:19

Brittisk CD-singel 2
1. "Rehab" – 3:36
2. "Close to the Front" (Felix Howard, Paul Simm) – 4:35
3. "Rehab" (Ded Remix) (Richard Robson, Syze-Up) – 5:00